# Samsung Euro Championship 2010
World Cyber Games Samsung Euro Championship 2010 odbyły się w niemieckim Berlinie w dniach 3 – 5 września 2010 podczas targów IFA w halach ICC. W turnieju wzięło udział 104 zawodników z 20 krajów. Pula nagród wynosiła 70 000 $.
Polacy zdobyli złoty medal w konkurencji Asphalt 5 i dwa brązowe medale w konkurencjach Warcraft III: The Frozen Throne oraz FIFA 10. W klasyfikacji medalowej zajęli 4. miejsce.

## Rozgrywane konkurencje
Uczestnicy Samsung Euro Championship w 2010 roku rywalizowali w 6 konkurencjach.
- first-person shooter
  -  Counter-Strike

- Muzyczne
  -  Guitar Hero 5

- RTS
  -  Warcraft III: The Frozen Throne

- Sport
  -  FIFA 10

- Wyścigi
  -  Asphalt 5
  -  Trackmania

## Państwa biorące udział w Samsung Euro Championship 2010
W turnieju Samsung Euro Championship 2010 wystartowało 104 reprezentantów z 20 krajów.

- Austria
- Bułgaria
- Czechy
- Dania
- Finlandia
- Francja
- Holandia
- Macedonia Północna
- Niemcy
- Norwegia
- Polska
- Rumunia
- Serbia
- Słowacja
- Szwajcaria
- Szwecja
- Ukraina
- Węgry
- Wielka Brytania
- Włochy

## Polscy reprezentanci
Polska po raz 5. uczestniczyła w Samsung Euro Championship. Reprezentacja Polski liczyła 5 e-sportowców.

### Zdobyte medale

#### Złote
- Kamil "PLANET" Zalewski – Asphalt 5 (5 września)

#### Brązowe
- Tomasz "TeRRoR" Pilipiuk – Warcraft III: The Frozen Throne (5 września)
- Piotr "Pio" Zajkowski – FIFA 10 (5 września)

### Reprezentanci
Asphalt 5
- Kamil "PLANET" Zalewski
- Mariusz "cOw." Matyjas

FIFA 10
- Piotr "Pio" Zajkowski (Universal Soldiers)

Trackmania
- Damian "Shadow" Trela (VooDoo Gaming)

Warcraft III: The Frozen Throne
- Tomasz "TeRRoR" Pilipiuk (VooDoo Gaming)

## Medaliści
| Konkurencja    |                                                                                              |                                                                                                  |                                                                                   |
| Asphalt 5      | Kamil Zalewski Pseudonim: PLANET                                                             | Voicu Bogdan-Marian Pseudonim: Boggy                                                             | Chris Marsh Pseudonim: Mellow                                                     |
| Counter-Strike | Zespół: SK-Gaming Dennis Wallenberg Robert Dahlstroem Jimmy Allen Andreas Frid Johan Klasson | Zespół: mTw Danny Sørensen Marting Bang Heldt Oliver Ari Minet Christoffer Sunde Alexander Holdt | Zespół: Power Gaming Joona Leppänen Samu Aalto Tino Puumala Niko Kovanen Max Aspe |
| FIFA 10        | Joshua Begehr Pseudonim: Kr0ne                                                               | Krasimir Iwanow Pseudonim: Krasi                                                                 | Piotr Zajkowski Pseudonim: Pio                                                    |
| Guitar Hero 5  | George Boothby Pseudonim: timonkey75                                                         | Boy Kremers Pseudonim: Boyke                                                                     | Alek Åström Pseudonim: Th3Mandrill                                                |
| Trackmania     | Kalle Mörtlund Videkull Pseudonim: FrostBeule                                                | Dorian Vallet Pseudonim: Carl                                                                    | Peter Strele Pseudonim: pezi10002                                                 |
| Warcraft III   | Thomas Glinski Pseudonim: ThomasG                                                            | Heinrich Rennert Pseudonim: S.o.K.o.L                                                            | Tomasz Pilipiuk Pseudonim: TeRRoR                                                 |

## Klasyfikacja medalowa
| Lp. | Państwo         | złoto | srebro | brąz | razem | +/- SEC 2008 |
| --- | --------------- | ----- | ------ | ---- | ----- | ------------ |
| 1.  | Szwecja         | 2     | 0      | 1    | 3     | +1           |
| 2.  | Niemcy          | 1     | 1      | 0    | 2     | +1           |
|     | Dania           | 1     | 1      | 0    | 2     | n/d          |
| 4.  | Polska          | 1     | 0      | 2    | 3     | +3           |
| 5.  | Wielka Brytania | 1     | 0      | 1    | 2     | -4           |
| 6.  | Bułgaria        | 0     | 1      | 0    | 1     | n/d          |
|     | Francja         | 0     | 1      | 0    | 1     | +2           |
|     | Holandia        | 0     | 1      | 0    | 1     | 0            |
|     | Rumunia         | 0     | 1      | 0    | 1     | n/d          |
| 10. | Austria         | 0     | 0      | 1    | 1     | -1           |
|     | Finlandia       | 0     | 0      | 1    | 1     | n/d          |